# Maria Fagerberg

Maria Fagerberg, född 30 oktober 1967 i Nyköping, är en svensk författare och lärare, bosatt i Linköping.